# FIM GP 1993
FIM GP 1993 kördes den 26 september på Circuito del Jarama.

## 500GP

### Slutresultat
| Plats | Förare             | Märke  | Grid | Kvaltid  |
| ----- | ------------------ | ------ | ---- | -------- |
| 1     | Alex Barros        | Suzuki | 2    | 1.33,254 |
| 2     | Daryl Beattie      | Honda  | 6    | 1.34,598 |
| 3     | Kevin Schwantz     | Suzuki | 3    | 1.33,518 |
| 4     | Àlex Crivillé      | Honda  | 9    | 1.34,775 |
| 5     | Doug Chandler      | Cagiva | 8    | 1.34,755 |
| 6     | Mat Mladin         | Cagiva | 13   | 1.35,882 |
| 7     | Bernard Garcia     | Yamaha | 20   | 1.37,040 |
| 8     | Niall Mackenzie    | Yamaha | 7    | 1.34,630 |
| 9     | John Reynolds      | Yamaha | 11   | 1.35,382 |
| 10    | José Kuhn          | Yamaha | 18   | 1.36,649 |
| 11    | Jeremy McWilliams  | Yamaha | 21   | 1.37,137 |
| 12    | Andrew Stroud      | Yamaha | 17   | 1.36,502 |
| 13    | Kevin Mitchell     | Yamaha | 19   | 1.36,869 |
| 14    | Sean Emmett        | Yamaha | 27   | 1.37,800 |
| 15    | Lucio Pedercini    | Yamaha | 15   | 1.36,360 |
| 16    | Jean-Marc Delétang | Yamaha | 26   | 1.37,656 |
| 17    | Bruno Bonhuil      | Yamaha | 24   | 1.37,464 |
| 18    | David Jefferies    | Yamaha | 25   | 1.37,562 |
| 19    | Thierry Crine      | Yamaha | 23   | 1.37,251 |
| 20    | Dario Marchetti    | Yamaha | 31   | 1.41,489 |
| 21    | Cees Doorakkers    | Yamaha | 28   | 1.38,264 |
| 22    | J.M. López Mella   | Yamaha | 10   | 1.35,370 |
| 23    | John Kocinski      | Cagiva | 1    | 1.32,849 |
| 24    | Shinichi Itoh      | Honda  | 4    | 1.33,630 |
| 25    | Luca Cadalora      | Yamaha | 5    | 1.33,906 |
| 26    | Michael Rudroff    | Yamaha | 12   | 1.35,560 |
| 27    | Renzo Colleoni     | Yamaha | 16   | 1.36,418 |
| 28    | Andreas Meklau     | Yamaha | 30   | 1.40,193 |
| 29    | James Haydon       | Yamaha | 22   | 1.37,194 |
| 30    | Tsumoto Udagawa    | Yamaha | 14   | 1.36,230 |
| 31    | Serge David        | Yamaha | 29   | 1.38,854 |